# 荻原貢
荻原 貢（おぎはら みつぐ、1951年8月30日 - ）は、日本の政治家。元北海道芦別市長（2期）。

## 来歴
北海道芦別町（現・芦別市新城町）出身。1974年（昭和49年）3月、駒澤大学経営学部卒業。同年、芦別市役所に入庁。
2002年（平成14年）4月、市民部長に就任。2005年（平成17年）7月、総務部長に就任。2009年（平成21年）6月23日、芦別市副市長に就任。2015年（平成27年）5月、副市長退任。
芦別市長の今野宏が芦別温泉スターライトホテルなどを運営する芦別振興公社の経営悪化の責任を取るとして、2017年（平成29年）1月20日付で辞職。同年2月19日告示、2月26日執行の市長選挙に立候補し無投票で初当選した。2021年（令和3年）、無投票で再選。